# Resolutie 1327 Veiligheidsraad Verenigde Naties
Resolutie 1327 van de Veiligheidsraad van de Verenigde Naties werd unaniem door de VN-Veiligheidsraad aangenomen op 13 november 2000.

## Inhoud

### Waarnemingen
De Veiligheidsraad had een rapport van het panel over VN-vredesoperaties gekregen. Ze wilde die operaties versterken en overwoog daarom de aanbevelingen in het rapport.

### Handelingen
De Veiligheidsraad:
1. Stemde in met de aanname van de beslissingen en aanbevelingen in annex.
2. Besloot de uitvoering van die provisies geregeld te herzien.
3. Besloot actief op de hoogte te blijven.

### Annex

#### I
Vredesoperaties moesten een duidelijk mandaat krijgen en voldoende slagvaardig zijn. Organisaties die
vredesmachten opzetten werden gevraagd van in het begin samen te werken met de Verenigde Naties en te
denken aan duidelijke doelstellingen en een tijdskader. Om die reden moesten de landen die troepen bijdroegen
ook beter overleggen. De Veiligheidsraad wenste regelmatig ingelicht te worden door het
Secretariaat over militaire factoren inzake de operaties en
humanitaire inlichtingen over landen waar vredesoperaties gaande waren.

#### II
De regels waaraan een vredesmacht zich moest houden, waaronder wanneer geweld mocht worden gebruikt om zichzelf
of burgers te beschermen, moesten duidelijk bepaald worden.
De secretaris-generaal werd gevraagd hier met inbreng van de
landen een doctrine over voor te bereiden.

#### III

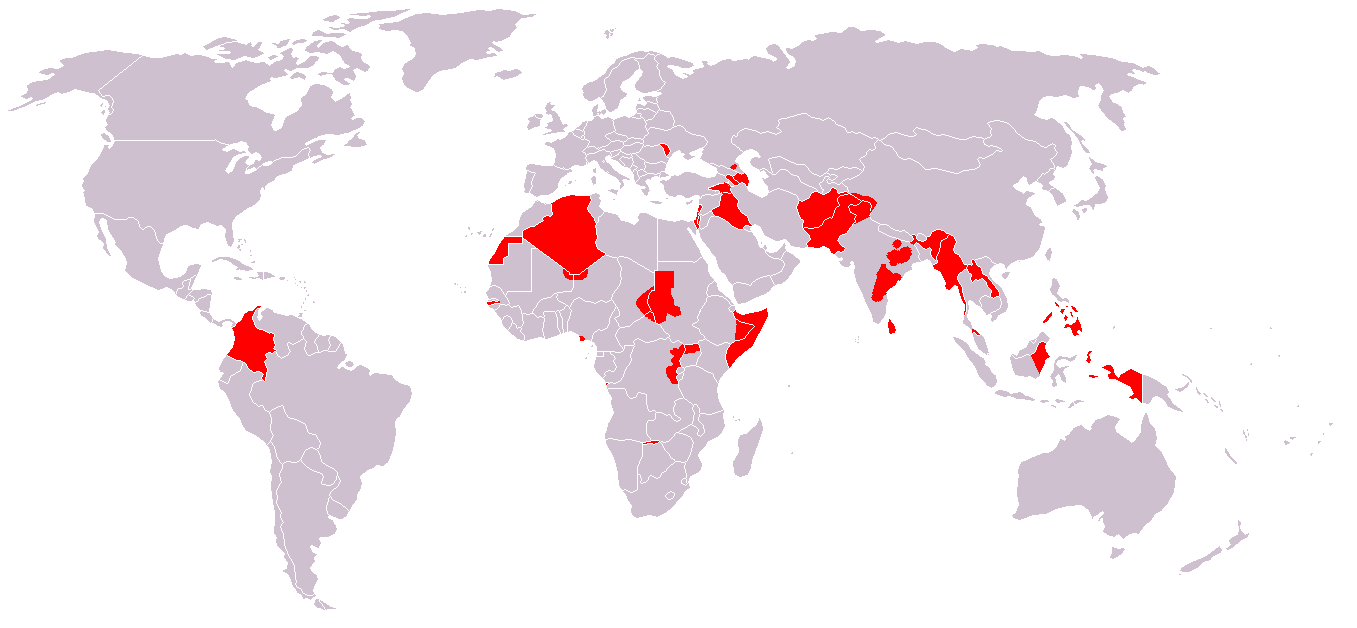
Gewapende conflicten in de wereld.

De capaciteit van het Secretariaat om informatie te vergaren en analyseren moest worden versterkt zodat de
secretaris-generaal en de Veiligheidsraad beter advies kregen. De secretaris-generaal was van plan hiervoor
een comité op te richten.

#### IV
Een vredesoperatie moest snel kunnen worden ingezet nadat een resolutie
die het mandaat vastlegt is aangenomen. Een gewone missie moest binnen de 30 dagen actief zijn, een complexe
binnen de 90 dagen. Een van de voorstellen van het panel was om taskforces te creëren binnen missies.
Eventueel kon ook het Generale Staf-Comité ingezet worden om de capaciteit voor vredesmissie te verbeteren.

#### V
De beste manier om conflicten tegen te gaan is de wortels ervan aanpakken door ontwikkeling en democratie
met sterke ordehandhaving en instellingen met respect voor de mensenrechten te promoten. Men was het eens
met de secretaris-generaal dat stappen om armoede te doen afnemen en economische groei te bereiken
conflictpreventie zijn. Ze zou nadenken over missies naar landen om te bepalen of disputen of een situatie
konden leiden tot spanningen en aanbevelingen te doen. Verder werd ook de belangrijke rol van vrouwen in het
voorkomen en oplossing van conflicten bevestigt en opgeroepen resolutie 1325
volledig uit te voeren.

#### VI
Maatregelen om armoede terug te dringen en economische groei te stimuleren waren belangrijk voor succesvolle
vredehandhaving. In die zin moesten ook ontwapenings-, demobilisatie- en re-integratieprogramma's beter
gecoördineerd en gefinancierd worden. De secretaris-generaal zou in de toekomst ook beter naar voren brengen
wat de VN kon doen om de lokale ordehandhaving en mensenrechten te versterken als hij operaties voorstelde.

#### VII
Ook zou hij bepalen op welke gebieden het nuttig zou zijn eenvoudige tijdelijke misdaadprocedures op te stellen.

## Verwante resoluties
- Resolutie 1318 Veiligheidsraad Verenigde Naties
- Resolutie 1325 Veiligheidsraad Verenigde Naties
- Resolutie 1353 Veiligheidsraad Verenigde Naties (2001)
- Resolutie 1366 Veiligheidsraad Verenigde Naties (2001)

Lijst ·  1285 ·  1286 ·  1287 ·  1288 ·  1289 ·  1290 ·  1291 ·  1292 ·  1293 ·  1294 ·  1295 ·  1296 ·  1297 ·  1298 ·  1299 ·  1300 ·  1301 ·  1302 ·  1303 ·  1304 ·  1305 ·  1306 ·  1307 ·  1308 ·  1309 ·  1310 ·  1311 ·  1312 ·  1313 ·  1314 ·  1315 ·  1316 ·  1317 ·  1318 ·  1319 ·  1320 ·  1321 ·  1322 ·  1323 ·  1324 ·  1325 ·  1326 ·  1327 ·  1328 ·  1329 ·  1330 ·  1331 ·  1332 ·  1333 ·  1334